# Myristica arfakensis
Espèce
Statut de conservation UICN

 VU D2 : Vulnérable
Myristica arfakensis est une espèce de plantes du genre Myristica de la famille des Myristicaceae.